# Hylesia vassali
Hylesia vassali är en fjärilsart som beskrevs av Lemaire 1988. Hylesia vassali ingår i släktet Hylesia och familjen påfågelsspinnare. Inga underarter finns listade i Catalogue of Life.